# 平山誠
平山 誠（ひらやま まこと、1952年〈昭和27年〉5月12日 - 2018年〈平成30年〉2月27日）は、日本の政治家。
参議院議員（1期）、参議院経済産業委員会理事、新党日本総務局長、新党大地・真民主参議院議員会長、みどりの風国会対策委員長兼広報委員長などを歴任。

## 来歴
埼玉県狭山市生まれ。埼玉県立川越工業高等学校卒業。TV番組制作会社等を経て28歳で広告・TV企画制作会社を設立、代表取締役となる。
2002年に民主党代表・鳩山由紀夫と知り合ったことを契機に、自身がプロデュースしていたJR新橋駅前の居酒屋を鳩山との共同プロデュースに切り替え「トモト」の名称で新装開店し、2005年末まで経営していた。
2005年、長野県知事・田中康夫を中心メンバーとする政策集団チーム・ニッポンの設立に際して編集長に就任。その後、郵政民営化に反対して自民党を離党した造反組のうち滝実・荒井広幸らが田中を党首に担ぎ、新党日本を結党。田中が新党日本代表となったことに伴い、平山は総務局長に就任。第44回衆議院議員総選挙に比例北関東ブロックから新党日本の公認候補として立候補するが落選（この時の肩書は党事務総長、ＰＲ会社役員）。2006年1月、新党日本が設立した政策立案団体「チーム・ニッポン」（特定非営利活動法人「ニッポンネットワーク」）の「編集長」（代表）となる。
2007年の第21回参議院議員通常選挙では前年の長野県知事選挙で落選した田中・ジャーナリストの有田芳生と共に比例区から立候補し、11475票で新党日本の中では第3位となり落選。
2009年4月から会社員となり、同5月、自ら事業を起こすという理由から党総務局長を退任した。しかし同年8月公示・投開票の第45回衆議院議員総選挙において当選者の田中と次点の有田の2名がそれぞれ立候補した。田中は公示日の8月18日付で参議院議員は退職となり、次点の有田も8月25日、欠員補充のために開かれた中央選挙管理会にて繰り上げ当選の辞退を届け出た。この時点で平山は新党日本の党籍を有しており、毎日新聞の取材に対して「党にいただいた177万票を無にできないという思いはある」として繰り上げ当選の受諾に前向きな姿勢を表明。8月30日に再び中央選挙管理会が開かれ、繰り上げ当選者となった。これは2017年まで参議院史上最低得票での当選記録であった。当選後、参議院会派「民主党・新緑風会・国民新・日本」に所属した。第45回衆議院議員総選挙の結果、有田は落選したものの田中が衆議院議員に当選し、その時点において新党日本は参議院1議席・衆議院1議席を確保していたことになる。
新党日本枠での繰り上げ当選の結果、平山は田中に代わって新党日本所属参議院議員となるはずであった。しかし平山は2007年の滝実・荒井広幸の離党以降田中の個人政党の色彩を強めつつあった同党の状況に反発、新党日本枠にて繰り上げ当選したにもかかわらず、繰り上げ当選後の2009年9月、新党日本に所属する条件として、同党・田中側に対して同党に交付されている政党交付金について党支部・平山個人に渡すよう要求し、直ちに所属することをしなかった。新党日本・田中側は平山の要求を拒否したため、平山は国政選挙および年末に総務省に提出する承諾書および宣誓書に署名しないという対抗措置を取った。承諾書および宣誓書は全所属国会議員分を各政党が取りまとめて提出することになっているが、平山が自署を拒否し、2009年9月の提出期限までに平山の承諾書および宣誓書が作成できなかったため、新党日本は所属議員として田中康夫1名を届け出、田中の承諾書および宣誓書のみを提出した。この結果平山は新党日本枠にて繰り上げ当選したにもかかわらず、任期開始当初から新党日本には所属していない無所属議員という状態となり、新党日本は事実上参議院の議席を失った。同党・田中側は引き続き平山に署名を求め、同年11月には平山に対し履行すべき事柄を記した確認書を手渡したものの、その後も平山は署名しなかった。これらの届け出は政党交付金算出の根拠となることから、新党日本は衆参に各1名ずつ当選者がいたにもかかわらず、衆議院議員の田中1名分の政党交付金だけが交付されることになった。その一方で平山は田中同様に参議院会派「民主党・新緑風会・国民新・日本」には所属し、同会派内では新党日本枠の参議院議員として扱われた。
平山の党籍・離党手続きの有無等は不明であるが、国会議員としてはもとから新党日本には所属していないに等しい状態であった。新党日本は同じく2009年11月に有田の民主党移籍と民主党からの立候補を認めたため、以後新党日本は田中の個人政党同然となった。新党日本は2010年2月、「所属国会議員は田中康夫代表1人」と発表。平山がもはや所属していないことを明示した。また平山誠が「編集長」（代表）を務めていた「チーム・ニッポン」は、新党日本とは別の法人であるため、そのまま平山が主宰する特定非営利活動法人となった。
2010年7月、国民新党が会派「民主党・新緑風会・国民新・日本」から離脱した際、同会派は「民主党・新緑風会」に名称変更され、新党日本の党名を表す「日本」の呼称も外された。以後平山は「民主党・新緑風会」に所属した。民主党・新緑風会は、かつて所属していた無所属の参院議員が全員民主党に入党したため、同会派所属で民主党籍を有さない無所属議員は平山のみとなった。新党日本（田中）と国民新党は、衆議院においては2010年6月、統一会派「国民新党・新党日本」を結成したが、上述の経緯により平山が新党日本に属さず、2010年7月の時点で参議院には新党日本所属議員がいなかったため、参議院において国民新党は会派「国民新党」を届け出た。
2011年3月10日、東日本大震災の前日に与党会派所属議員として異例となる「高速増殖炉もんじゅに関する質問主意書を提出した。
2011年12月28日、元衆議院議員鈴木宗男が同日届け出た新党「新党大地・真民主（当初の政党名は大地・真民主党）」に参加し、民主党に離党届を提出した横峯良郎とともに同所属参議院議員となった。その後新党大地・真民主の会派結成届は提出されたものの民主党から会派離脱届が提出されていなかったため受理されず、民主党会派に所属したままとなっていた。
2012年1月、新党大地・真民主の参議院議員会長に就任。1月1日現在の同党所属国会議員として総務省へ届出をした。2月14日に民主党への離脱届が提出されたことに伴い結成届が受理され、会派「新党大地・真民主」所属となった。同年12月28日、新党大地を離党して政治団体「みどりの風」に参加し国会対策委員長となった。2013年1月28日、「みどりの風」広報委員長兼任。2013年7月、第23回参議院議員通常選挙に愛知県選挙区から、みどりの風公認・生活の党推薦で立候補するも7位に終わり落選。同選挙においては「みどりの風」の全候補が落選し、参議院の議席を失った。「みどりの風」所属衆議院議員の亀井静香・阿部知子は会派を結成せずにそれぞれが会派無所属として活動することになり、同年12月31日、政治団体「みどりの風」は解散した。
選挙落選後は「チーム・ニッポン」（特定非営利活動法人「ニッポンネットワーク」）の代表として活動した。新党大地・真民主入党後の2012年から札幌コミュニティ放送局「ラジオカロスサッポロ」のラジオ番組「北海道革命会議」にパーソナリティーとして出演。同番組は2014年から特定非営利活動法人「ニッポンネットワーク」が提供する番組「日本革命会議」となり、引き続き平山がパーソナリティーとして出演した。第23回参議院議員通常選挙での活動中に帯状疱疹を患い石垣島で療養していたところ、同島在住の高樹沙耶と知り合い、石垣島に移住。2016年の第24回参議院議員通常選挙に際し、荒井広幸が代表を務める新党改革に高樹とともに加わり、同党の比例区候補として立候補するも落選した。新党改革は当選者を出せず、唯一の現職議員であった荒井も落選。政党要件も喪失し、解散した。
2018年2月27日18時55分、肛門管がんのため自宅で死去した。65歳没。

## 政治的主張
- 2013年3月14日、参議院議員会館（東京・永田町）開催の「排外・人種侮蔑デモに抗議する国会集会」を呼びかけた[17]。

## 不祥事・問題視された行動
- 2011年9月13日の第178回国会開会式に出席の明仁天皇を携帯電話のカメラで撮影したとの指摘を受け、15日鈴木政二参議院議院運営委員長に誤解を招く行動であったと自ら申し出て陳謝し、記者団には車寄せに迎える前後を撮したもので天皇を撮していないと語った[18]。
- 2011年9月28日の参議院予算委員会にて、民主党の横峯良郎参議院議員の自宅所在地と酷似した実在しない宮崎市内の地名・番地と、本人とは無関係の電話番号を2010年2月以降「地方住所」として届け出、2010年4月以降羽田空港から宮崎空港までの料金に相当する航空券の支給を受けていたことが自民党の世耕弘成議員により指摘された。平山は横峯とゴルフ仲間といい、世耕によれば「ゴルフ遊びの航空券ほしさに虚偽の届け出をした疑いがある」という。平山は26日、地方住所を横峯が主宰する「さくらゴルフアカデミー」のある宮崎空港ゴルフセンターの住所に変更している。平山の事務所は「横峯議員の自宅に隣接する場所に事務所があった。住所に誤記載があった。ゴルフセンター内には2011年4月に設立した政治団体の事務所があり、航空券を不正に受領するためにやったことは一切ない」などとコメントした[19]。更に横峯も実際の住所とは異なる民主党沖縄県連の事務所を「地方住所」として参議院事務局に届け出、航空券の支給を受けていたことが分かった。横峯は参議院議院運営委員会にて自民党の義家弘介参議院議員から問題を指摘され、2011年9月末に地方住所を宮崎市内の自宅に変更した。横峯は一ヶ月有効の航空券で残額が出た際にはオープンチケットに交換したり、平山と同便で八丈島へ渡ったこともあったという。不正に受領した航空券などを悪用し、平山と連れ立ってゴルフなどに出掛けていた疑惑も生じている[20]。参議院事務局では、地方住所は議員から届け出があればそれを信用しそのまま受け付け、居住実態の有無などを調査することはしていない。